# Olof lo Sfacciato
Olaf, detto lo Sfacciato (Svealand, seconda metà del IX secolo – Danimarca, inizio X secolo), è stato un condottiero norreno che conquistò la Danimarca alla fine del IX o all'inizio del X secolo secondo quanto riportato dal re danese Sweyn II ad Adamo da Brema.
Originario dello Svealand e fondatore del Casato di Olaf, ebbe due figli, Gyrd e Gnupa, che regnarono insieme secondo la tradizione del proprio popolo. Gnupa ebbe un figlio, Sigtrygg Gnupasson, menzionato nelle due Pietre runiche di Sigtrygg (DR2 e DR4) erette da sua madre dopo la morte del figlio.
Adamo da Brema, riporta che spodestò re Halga, sebbene l'omonimo re danese figlio di Halfdan, menzionato in diverse saghe, dovrebbe essere vissuto circa due secoli prima.